# Urtier
Die Urtier ist ein Fluss im Aostatal in Italien. Zusammen mit der Valnontey bildet sie die Grand Eyvia, die in die Dora Baltea mündet.
Die Urtier entspringt an der Cima di Peradza (2978 m) im Nationalpark Gran Paradiso. Danach fließt er durch Lillaz im Gebiet der Gemeinde Cogne. Dort befindet sich auch der am Fluss gelegene Campingplatz Les Salasses. Danach fließt sie an den Ortsteilen Champlong, Molina und Cogne selbst vorbei. Wenig später bei Crétaz fließt sie mit der Valnontey zusammen und bildet die Grand Eyvia.